# Maggie Lindemann
Maggie Lindemann (Dallas, Texas; 21 de julio de 1998) es una cantante, diseñadora, empresaria y compositora estadounidense radicada en Los Ángeles. Su primer sencillo de 2016, «Pretty Girl», alcanzó el número 4 en Suecia, el número 6 en Bélgica, el número 8 en Noruega y el Reino Unido y el número 16 en Países Bajos.

## Biografía
Nació en Dallas (Texas). Comenzó a publicar grabaciones de sí misma cantando en la aplicación de medios sociales Keek, ganando seguimiento tanto en la aplicación como en sus otras redes sociales. Su carrera en la música comenzó poco después de que su mánager, Gerald Tennison, descubriera un vídeo suyo cantando en Instagram. Luego se mudó a Los Ángeles para seguir haciendo música.

## Carrera

### 2015-2019
El primer sencillo de Lindemann, "Knocking On Your Heart", fue lanzado en septiembre de 2015. La canción le valió un puesto en el Top 20 en el iTunes Alternative Chart a solo 24 horas de su lanzamiento.
Su segundo sencillo, "Couple Of Kids", fue lanzado el 30 de octubre de 2015. El 29 de enero de 2016, su tercer sencillo, "Things", fue lanzado, lo que le valió otro exitoso top 25 en el iTunes Alternative Chart en 24 horas de lanzamiento. La canción también llegó al Top 50 del ranking mundial de Spotify Viral 50 y al top 5 del gráfico viral de Canadá. El vídeo oficial de su sencillo "Things" se lanzó en su canal de YouTube el 5 de febrero de 2016, aunque se eliminó meses después.
El 29 de septiembre de 2016, lanzó el sencillo "Pretty Girl", su primer sencillo desde que firmó con 300 Entertainment. La canción alcanzó su punto máximo en el número 4 en la tabla Next Big Sound y en el número 26 en la tabla de Spotify Viral 50. Lindemann escribió la canción para "mostrar a las personas que hay más para las chicas que solo ser guapas. Tenemos mucho que ofrecer. La gente debería pasar de la apariencia física a algo más profundo". El vídeo musical de "Pretty Girl" se estrenó a través de People el 9 de marzo de 2017. "Pretty Girl" es la primera canción de Lindemann en las listas de éxitos de la radio Pop de los Estados Unidos, cuando alcanzó su punto máximo en el top 50. También alcanzó el puesto #8 en el UK Singles Chart de Reino Unido. Lindemann apareció en el sencillo "Personal" de The Vamps, lanzado el 13 de octubre de 2017. 
Maggie lanzó el sencillo "Obssesed" el 17 de noviembre de 2017. El 26 de octubre lanzó el sencillo "Human" para conmemorar Halloween. Más tarde, el 16 de noviembre del mismo año, lanzó el sencillo "Would I". 
El 22 de marzo del 2019 lanzó su más reciente sencillo "Friends Go" además de haber sido el acto de apertura en Norteamérica de la cantante Sabrina Carpenter en su gira "Singular Tour".

### 2020-2021:Paranoia
En 2016, publicó historias en Instagram donde mencionaba que estaba trabajando en su primer trabajo de larga duración. Lindemann había adelantado su álbum debut a 2019 debido a cambios en la dirección creativa. En julio de 2020 se informó oficialmente mediante un comunicado que Lindemann había dejado su disquera 300 Entertainment Records a causa de diferencias creativas. Maggie empezó como artista semiindependiente bajo su propio sello discográfico, Swixxz Audio y Virquin Récords.
En agosto se anunció oficialmente su sencillo debut como artista independiente y, a la vez, lo que sería el lead single de su primer EP, «Knife Under My Pillow», que tuvo un bajo recibimiento comercial por no contar con un vídeo oficial el día del estreno (en enero de 2021). La canción fue #1 en iTunes en 2 países ,así mismo logró tocar el top 10 de más de 20 en esta misma plataforma.
El 18 de septiembre se lanzó «Gaslight», el segundo sencillo del EP, en colaboración con la cantante Caroline Miner Smith. Tuvo un máximo de 47.000 streams en Spotify las primeras 24 horas, siendo el peor debut de Lindemann en la plataforma, a causa del género poco comercial del que se trataba.
Finalmente, el 22 de septiembre, Lindemann anuncia oficialmente su primer EP y la fecha de lanzamiento del mismo. El 9 de octubre oficialmente se lanzó «Scissorhands» canción que venía adelantando desde marzo del mismo año. 
El 4 de diciembre de 2020 se lanzó lo que sería el último sencillo del año «Loner» que sirvió como cuarto sencillo de la EP. 
Finalmente, el 22 de enero de 2021 lanzó su primer EP, “PARANOIA”.

## Discografía

### Sencillos
| 2015                                                    | «Knocking on Your Heart» | —  | —  | —  | —  | —  | — | —  | — | — | —  | — |                                                   |
| 2015                                                    | «Couple of Kids»         | —  | —  | —  | —  | —  | — | —  | — | — | —  | — |                                                   |
| 2016                                                    | «Things»                 | —  | —  | —  | —  | —  | — | —  | — | — | —  | — |                                                   |
| 2016                                                    | «Pretty Girl»            | 12 | 27 | 71 | 13 | 25 | 6 | 16 | 8 | 4 | 42 | 8 | - ARIA: 2× Platino - BPI: Oro - IFPI DEN: Platino |
| 2017                                                    | «Obsessed»               | —  | —  | —  | —  | —  | — | —  | — | — | —  | — |                                                   |
| 2018                                                    | «Human»                  | —  | —  | —  | —  | —  | — | —  | — | — | —  | — |                                                   |
| «—» detona que el sencillo no gráfico o no fue lanzado. |                          |    |    |    |    |    |   |    |   |   |    |   |                                                   |

### Como artista invitada
| Año  | Título                                            | Álbum                     |
| ---- | ------------------------------------------------- | ------------------------- |
| 2017 | «Personal» (The Vamps featuring Maggie Lindemann) | Night & Day (Day Edition) |

### Colaboraciones
- «Personal»[22][23] (con The Vamps) (2017)
- «Moon & Stars» (con $NOT) (2020)
- «GASLIGHT» (con siiickbrain) (2020)
- «OHMAMI» (con Chase Atlantic) (2021)
- «Dopamine» (con siiickbrain) (2021)
- «Debbie Downer» (con LØLØ) (2022)
- «How Could You Do This To Me?» (con Kellin Quinn) (2022)
- «break me!» (con siiickbrain) (2022)